# Mon grand (film, 1932)
Pour les articles homonymes, voir Mon grand.
Pour plus de détails, voir Fiche technique et Distribution.
Mon grand (So Big) est un film américain en noir et blanc réalisé par William A. Wellman, sorti en 1932.

## Synopsis
Orpheline mise en pensionnat, Selina, malgré son goût pour l'art, épouse un fermier dont elle a un fils. La vie rude de la campagne la frustre de toutes ses ambitions artistiques. L'éducation de son enfant sera, pour elle, une revanche...

## Fiche technique
- Titre : Mon grand
- Titre original : So Big
- Réalisation : William A. Wellman
- Scénario : Robert Lord et J. Grubb Alexander (en) d'après le roman So Big de Edna Ferber
- Production : Lucien Hubbard (producteur superviseur) et Jack Warner (non crédités)
- Société de production et de distribution : Warner Bros. Pictures
- Musique : W. Franke Harling (non crédité)
- Photographie : Sidney Hickox
- Montage : William Holmes
- Direction artistique : Jack Okey
- Costumes : Earl Luick et Orry-Kelly
- Pays de production : États-Unis
- Langue : Anglais
- Format : noir et blanc - Son : Mono (Vitaphone)
- Genre : Mélodrame
- Durée : 81 min
- Dates de sortie :
  - États-Unis : 29 avril 1932 (première)
  - États-Unis : 30 avril 1932

## Distribution
- Barbara Stanwyck : Selina Peake De Jong
- George Brent : Roelf Pool
- Dickie Moore : Dirk De Jong jeune
- Bette Davis : Miss Dallas O'Mara
- Mae Madison : Julie Hempel
- Hardie Albright : Dirk De Jong
- Alan Hale : Klass Poole
- Earle Foxe : Pervus De Jong
- Robert Warwick : Simeon Peake
- Dorothy Peterson : Maartje Pool
- Noel Francis : Mabel
- Dick Winslow : Roelf, 12 ans

Acteurs non crédités
- Lionel Belmore : Révérend Dekker
- Harry Beresford : Adam Ooms
- Blanche Friderici : Veuve Paarlenburg
- Harry Holman : Médecin de campagne
- Olin Howland : Jacob Pogadunk
- Eulalie Jensen : Mme Hempel
- John Larkin : Jeff
- Lon Poff : Diacre

## Autour du film
- En 1925, Edna Ferber reçut le Prix Pulitzer pour son roman So Big[1]. La même année une adaptation fut réalisée par Charles Brabin avec Colleen Moore pour la First National[1]. Après la deuxième version de William A. Wellman, une troisième adaptation vit le jour, réalisée par Robert Wise avec Jane Wyman et toujours produite par la Warner Bros.

- C’est après ses deux performances et son succès dans L'Homme qui jouait à être Dieu et Mon grand que la Warner Bros. décida de prendre sous contrat Bette Davis[2]. Elle est pour la première fois habillée Orry-Kelly qui sera son costumier attitré pour tous ses films à la Warner, notamment pour la fameuse robe rouge du bal de L'Insoumise, les costumes élisabéthains de La Vie privée d'Elisabeth d'Angleterre ou encore les quarante robes de Femme aimée est toujours jolie[2]. L’actrice déclara dans son autobiographie : « Sa contribution à ma carrière a été énorme[2]. »